# Portnoy et son complexe
Portnoy et son complexe (titre d'origine en anglais : Portnoy's Complaint signifiant « la complainte de Portnoy »), aussi traduit en français sous le titre La Plainte de Portnoy, est le troisième roman de Philip Roth paru en 1969, qui a apporté la notoriété internationale à son auteur. 
Il figure à la 52e place dans la liste des cent meilleurs romans de langue anglaise du XXe siècle établie par la Modern Library (filiale de Random House où il est édité) en 1998.

## Historique
À la sortie du livre, publié en Angleterre et qui fut censuré en Australie, un certain degré de polémique et de critique fut soulevé quant au style littéraire et à la crudité des descriptions de certaines obsessions sexuelles d'un adolescent (découverte de sa sexualité, masturbation, fellation, exhibitionnisme, etc.) qui furent considérées comme pornographiques. Les titres de chapitres évocateurs comme la branlette et fou de la chatte reflètent les tendances du personnage à des fixations que cette société ne peut pas satisfaire.

## Résumé
Alexander Portnoy, trente-trois ans, chargé auprès du maire de New York, John Lindsay, des questions d'égalité sociale et de lutte contre les discriminations raciales, se confie à son psychanalyste le docteur Spielvogel. Il raconte des éléments de sa petite enfance — fils d'immigrés juifs dans le quartier de Weequahic à Newark —, en particulier sa relation avec sa mère juive, Sophia, puis la découverte de la sexualité à l'adolescence, ses fantasmes et obsessions sexuelles, et certaines de ses relations amoureuses d'homme adulte en particulier celle qu'il a entretenue récemment avec une schikse (Mary Jane Reed dite « Le Singe »), originaire de Virginie-Occidentale, sexuellement attractive mais quasi illettrée et cyclothymique.

## Analyse
L'auteur livre un roman subversif, mais aussi rempli d'une tendresse amère sur la population juive américaine des années cinquante.
Dans son roman Zuckerman délivré, Philip Roth met en scène un écrivain qui publie un best-seller scandaleux, intitulé Carnonsky, qui n'est pas sans faire penser à Portnoy et son complexe. C'est l'occasion, pour Roth, de décrire l'apprentissage de cette célébrité qu'il doit à Portnoy et son complexe.

## Adaptation cinématographique
- 1972 : Portnoy et son complexe (en) (Portnoy's Complaint), film américain réalisé par Ernest Lehman, avec Richard Benjamin, Karen Black et Lee Grant